# Casa dels Nassos
La casa dels Nassos és un edifici de Tortosa (Baix Ebre) inclòs a l'Inventari del Patrimoni Arquitectònic de Catalunya.

## Descripció
És un edifici de planta baixa i dos pisos, forma una sala de les tres que tanquen l'illa, entorn el pati de la fàbrica Margenat, reelaborant 50 anys més tard el mateix programa d'habitatges de casa Margenat amb un llenguatge arquitectònic pròxim al racionalisme de l'època. La façana presenta força obertures a la planta baixa i composició regular de buits, petits i allargats, als pisos superiors, alternants amb quatre miradors de planta triangular, a sota dels quals hi ha els portals d'accés a les escales de veïns. Paraments arrebossats, amb tota absència d'ornamentació, i cornisa a nivell de primera planta. A la part posterior presenta galeries obertes sobre el pati de l'illa, amb barana correguda.

## Història
Coneguda popularment com a casa dels nassos per la forma del seus miradors, que en són els trets més remarcables. Aquest nom denota la novetat que devia suposar en el seu temps.